# Xã Bohannan, Quận Madison, Arkansas
Xã Bohannan (tiếng Anh: Bohannan Township) là một xã thuộc quận Madison, tiểu bang Arkansas, Hoa Kỳ. Năm 2010, dân số của xã này là 631 người.